# WrestleMania
WrestleMania es un evento de pago por visión de lucha libre profesional producido por WWE desde 1985 siendo celebrado entre los meses de marzo y abril. Es el evento de lucha libre profesional más exitoso y duradero de la historia, contribuye al éxito comercial mundial de WWE a través de los medios, la mercancía y los espectáculos. Promocionado como el evento más grandioso de la empresa en todo el año, así como uno de los más antiguos y el primer evento de la empresa.
WrestleMania es para WWE lo que el Super Bowl es para la NFL o la World Series en la MLB, es decir, el evento de entretenimiento deportivo más importante del año. Es el más grande y duradero de los más importantes eventos de lucha libre profesional en el mundo, por lo que es descrito como The Showcase of the Immortals («La vitrina de los Inmortales») y The Biggest Stage of Them All («El más grande escenario de todos»). El evento facilita el ascenso al estrellato de los luchadores, y muchos de ellos se han ganado el respeto y la fama por el hecho de participar y dejar su legado en una edición de WrestleMania, así como otros han hecho historia rompiendo récords y se han inmortalizado gracias a este evento.
Los eventos Survivor Series, Royal Rumble, SummerSlam y WrestleMania son los cuatro eventos pago por visión originales de WWE, y a partir de octubre de 2021, es uno de los cinco mayores eventos del año de la compañía, junto con Money in the Bank. De 2004 a 2006, los cuatro eventos eran los únicos en tener juntos en un mismo PPV a las marcas Raw, SmackDown y, en 2006, ECW.
Forbes nombró a WrestleMania como una de las marcas de eventos deportivos más valiosas del mundo, con un valor de marca de 195 millones de dólares en 2017.

## Historia
El primer WrestleMania fue realizado por la empresa World Wrestling Federation (WWF) el 31 de marzo de 1985 en el Madison Square Garden de Nueva York. Comúnmente se tiene la falsa idea de que el primer evento de pago por visión de WWE fue The Wrestling Classic en noviembre de 1984, un torneo realizado en el Rosemont Horizon en Illinois. Sin embargo, el primer WrestleMania estuvo disponible por PPV en algunos mercados. Por otra parte, primero fue emitido en circuito cerrado de televisión. WrestleMania no fue la primera gran cartelera en ser transmitida por CCTV; Starrcade precedió al evento por dos años. Para el primer WrestleMania, el promotor Vince McMahon inició una promoción con MTV y algunas celebridades como Muhammad Ali, Liberace y Cyndi Lauper apareciendo en el edificio durante el evento. El evento principal fue una lucha por equipos entre el campeón de WWF Hulk Hogan y Mr. T contra el equipo de Roddy Piper y Paul Orndorff, que ganaron los dos primeros mencionados. El éxito financiero y de crítica del evento aseguró el estatus de la compañía como la promoción de lucha libre profesional más exitosa en los Estados Unidos, superando a competidores como la National Wrestling Alliance y la American Wrestling Association.
WrestleMania 2 se realizó al año siguiente y tuvo lugar en tres lugares: el Nassau Veterans Memorial Coliseum de Uniondale, Nueva York; el Rosemont Horizon de Rosemont, Illinois; y el Los Angeles Memorial Sports Arena de Los Ángeles, California. Cada lugar tuvo su propio main event con una gran cartelera previa. Cada uno de ellos presentó múltiples luchas que condujeron al evento principal; Esto vio al campeón de WWF Hulk Hogan derrotar a King Kong Bundy en un Steel Cage match. Este fue el único WrestleMania en realizarse en tres lugares a la vez, así como también en ser el primero en no usar números romanos.
WrestleMania III tuvo como main event la lucha entre el campeón de WWF Hulk Hogan y André the Giant, generalmente recordada por la icónica escena de Hogan aplicándole a André un bodyslam. El evento es particularmente recordado por el reporte de asistencia de 93,173 personas, que es la concurrencia registrada más grande para un acontecimiento en vivo deportivo en un coliseo cerrado en Norteamérica y el mayor número de público pagante en la historia de la lucha libre profesional (todo lo anterior hasta el 3 de abril de 2016, fecha en que lo superó WrestleMania 32 con más de 101 000 espectadores en el AT&T Stadium), además de ser considerado la cúspide del «boom de la lucha libre» en la década de 1980. Para asegurarse que las más de 90 000 localidades se vendieran en el Silverdome y lo llenaran, WWF decidió excluir a todo el Estado de Míchigan del acceso al evento a través de PPV. También es recordado por la lucha entre Ricky Steamboat y Randy Savage, considerada por muchos expertos como una de las mejores luchas en la historia de WWE.
Luego de la controversial revancha entre Hulk Hogan y André the Giant por el Campeonato de WWF, el título fue declarado vacante. En WrestleMania IV, el evento fue estelarizado, entre otras cosas, por el torneo que ponía en juego el título con Randy Savage siendo el vencedor tras derrotar a Ted DiBiase, uno de los mayores heels de la época, en la final. La segunda ronda del torneo contó con una revancha del evento principal del año anterior entre Hogan y André.
El 2 de abril de 1989, se celebró WrestleMania V en el Trump Plaza en Atlantic City, Nueva Jersey. El evento principal fue Hulk Hogan frente a Randy Savage por el Campeonato de la WWF, las luchas de la cartelera fueron Rick Rude contra The Ultimate Warrior por el Campeonato Intercontinental de WWF, The Hart Foundation (Bret Hart & Jim Neidhart frente a Rhythm and Blues (The Honky Tonk Man & Greg Valentine), y Demolition (Ax & Smash) contra Powers of Pain (The Warlord & The Barbarian) & Mr. Fuji en un Handicap match por el Campeonato en Parejas de WWF. El evento también vio el debut de Shawn Michaels en La Vitrina de los Inmortales, quien más tarde se ganaría el apodo de «Mr. WrestleMania».
WrestleMania VI fue el primer WrestleMania hecho fuera de los Estados Unidos, efectuándose en el país vecino del norte, Canadá. Esta vez, se llevó a cabo en el SkyDome (hoy Rogers Center) en la ciudad de Toronto. El evento principal fue Hulk Hogan contra The Ultimate Warrior en el que se dieron dos hitos: la primera vez que dos luchadores faces se enfrentaban entre sí, y la primera vez en que dos títulos estaban en juego en el mismo combate; Warrior era el campeón Intercontinental y Hogan era el campeón de WWF y el primero se fue con ambos títulos. También entre las gradas estaba presente el futuro luchador de WWE, Edge, que tenía 16 años.
Inicialmente, WrestleMania VII estaba programada para llevarse a cabo en Los Angeles Memorial Coliseum; sin embargo, se decidió moverlo al adyacente Los Angeles Memorial Sports Arena. Las razones de WWF para el cambio de coliseo fue la mala venta anticipada de entradas, aunque existió la versión de supuestas amenazas recibidas por la compañía relacionadas con el luchador Sgt. Slaughter, cuyo personaje luchístico era el de un simpatizante iraquí durante la guerra del Golfo. De hecho Slaughter fue el protagonista de esta edición, al enfrentarse a Hulk Hogan por el Campeonato de WWF, aunque fue derrotado por éste. Esta edición también marcó el debut de The Undertaker en un WrestleMania venciendo a Jimmy Snuka, y desde entonces hasta WrestleMania 29, The Undertaker obstentaba un invicto de 21-0 en el evento.
El 5 de abril de 1992, se realizó WrestleMania VIII, que contaría con 9 combates y un dark match, con Randy Savage derrotando a Ric Flair por el Campeonato de WWF, Roddy Piper llevándose consigo el Campeonato Intercontinental tras vencer a Bret Hart, y Hulk Hogan derrotando a Sid Justice por descalificación como las luchas más esperadas de la edición.
WrestleMania IX suele ser recordada como el primer WrestleMania en ser realizado al aire libre. También fue la primera y única vez en la historia de WrestleMania que el Campeonato Mundial Peso Pesado de WWF cambió dos veces de portador, con Yokozuna derrotando a Bret Hart para convertirse en el nuevo campeón, sólo para perderlo ante Hulk Hogan en un combate improvisado. Sin embargo, esta edición es recordada como una de las peores en la historia del evento, sobre todo por el controvertido resultado final de Hogan ante Yokozuna y la lucha entre The Undertaker y Giant Gonzales que fue blanco de críticas.
WrestleMania X vio el regreso del evento al Madison Square Garden tras la edición inaugural. El evento contó con Owen Hart derrotando a su hermano mayor Bret; También encabezó un combate de escaleras por el Campeonato Intercontinental, en el que Razor Ramon derrotó a Shawn Michaels. Bret, que había sido derrotado anteriormente, ganó el Campeonato de WWF de manos de Yokozuna en el evento principal. De igual forma fue el primero de los tres WrestleManias que no contó con la participación de The Undertaker.
WrestleMania XI tuvo como protagonista al jugador de la NFL Lawrence Taylor, quien derrotó a Bam Bam Bigelow. También hubo una lucha en donde Diesel derrotó a Shawn Michaels reteniendo el Campeonato de WWF en una decepcionante lucha. Razones fundamentales por las que se considera la undécima edición, hasta el momento, como la peor del evento. También fue el primer WrestleMania en contar con comentarios en varios idiomas; español, francés y alemán.
Tras no capturar el título de Diesel, Shawn Michaels derrotó a Bret Hart en el primer Iron Man match de 60 minutos para ganar el Campeonato de WWF en el evento principal de WrestleMania XII, siendo lógicamente el combate más largo en la historia del evento recibiendo elogios de la crítica. Las 18,853 personas que asistieron al evento vieron a Michaels lanzarse desde el techo del Arrowhead Pond haciendo su entrada. El evento también vio el regreso de The Ultimate Warrior, quien derrotó a Hunter Hearst Helmsley (más tarde conocido como Triple H) en el debut de este último en WrestleMania.
En WrestleMania 13, Bret Hart y Stone Cold Steve Austin serían los protagonistas de la noche en una Submission match bastante emocionante que terminó en Hart sometiendo a Austin con su Sharpshooter hasta hacerlo sangrar. Esta lucha se considera como la mejor en la historia de la lucha libre profesional y el que marcaría el inicio de la Attitude Era. Otras luchas importantes fueron The Undertaker derrotando a Sycho Sid para ganar el Campeonato de WWF en la lucha que cerraba el evento.
Stone Cold Steve Austin, ahora ya como la «cara» de la empresa, también sería el protagonista de WrestleMania XIV, donde se enfrentó al entonces campeón de WWF Shawn Michaels en una lucha titular, llevándose la victoria con ayuda del boxeador Mike Tyson, quien había traicionado a Michaels y D-Generation X. Fue la última aparición de Michaels antes de su descanso de cuatro años para recuperarse de una lesión que había sufrido meses antes en Royal Rumble. Además, The Undertaker y Kane se enfrentaron por primera vez en este evento donde el primero se mantuvo invicto y la lucha por el título Intercontinental entre el campeón The Rock y la leyenda de artes marciales mixtas Ken Shamrock. 
En WrestleMania XV, Steve Austin derrotó a The Rock para recuperar el Campeonato de WWF en el evento principal, iniciando de esta forma una rivalidad entre ambos que perduró hasta 2003. Entre otras luchas, se destaca el infame Hell in a Cell entre The Undertaker y Big Boss Man. Más abajo en la cartelera, se defendieron seis de los siete campeonatos activos de la promoción, incluida la primera defensa del Campeonato Hardcore en WrestleMania. Esta edición también marcó la última aparición de Gorilla Monsoon, quien murió en octubre de ese año.
Ya en un nuevo milenio, WrestleMania 2000 sería el único Wrestlemania en tener el nombre del año en que se celebró y no su número de aniversario. El evento principal fue una Fatal 4-Way por el Campeonato de WWF que involucró al actual campeón Triple H, The Rock, Mick Foley y The Big Show, que Triple H ganó después de eliminar por última vez a The Rock, en la primera vez que un heel ganó el campeonato mundial en un WrestleMania. Los combates principales en la cartelera incluyeron dos Triples Threats matches, una en equipos por el Campeonato en Parejas de WWF entre Edge y Christian, The Hardy Boyz y The Dudley Boyz; y otra entre los debutantes Kurt Angle (entonces campeón Intercontinental y Europeo), Chris Jericho y Chris Benoit, donde Angle hizo su entrada como doble campeón y se fue del recinto con las manos vacías.
WrestleMania X-Seven, con un éxito comercial recaudando 3.5 millones de dólares, es considerado para muchos fans y críticos como el mejor de la historia, el que marcó el final de la Attitude Era y el momento en el cual la lucha libre alcanzó su mayor nivel de popularidad en años. El evento principal fue Stone Cold Steve Austin y The Rock en su segunda entrega, que nuevamente ganó Austin y se llevó consigo el Campeonato de WWF en una intensa lucha. También contó con Vince y Shane McMahon en una Street Fight con este último ganando la lucha, el dúo canadiense Edge & Christian ganando el Campeonato en Parejas de WWF contra The Hardy Boyz y The Dudley Boyz en el segundo Tables, Ladders & Chairs Match, la aplastante victoria de Chyna sobre Ivory para ganar el Campeonato Femenino y la primera lucha de la trilogía entre The Undertaker y Triple H en WrestleMania.

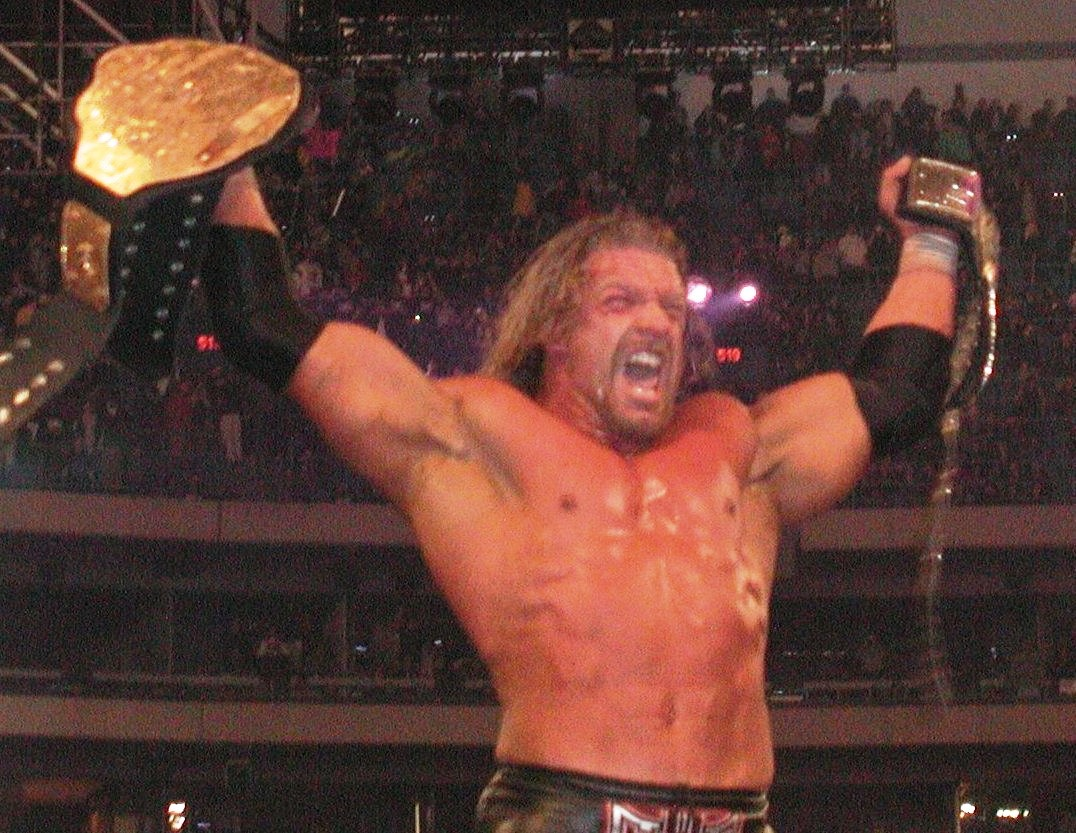
Triple H, Alzando el WWE Undisputed Championship en WrestleMania X8.

Un año después, Canadá volvió a albergar una edición de WrestleMania, WrestleMania X8, nuevamente en el SkyDome de Toronto. Fue el último WrestleMania antes de darse el cambio de nombre y logo de la empresa a raíz de un problema legal, pasando de «World Wrestling Federation» a «World Wrestling Entertainment», así como el primero de la Ruthless Aggression Era. La lucha más esperada, aunque no fue el evento principal, era la de The Rock enfrentándose a un Hulk Hogan que regresaba tras nueve años fuera de WWE, lucha que fue denominada como «Icon vs. Icon». Mientras que el evento principal era entre Triple H y Chris Jericho, donde el primero ganó para el Campeonato Indiscutible de WWF. En otros combates destacados de la cartelera, Stone Cold Steve Austin derrotó a Scott Hall, y The Undertaker mantuvo su racha en este evento al vencer a Ric Flair en una lucha sin descalificaciones.
WrestleMania XIX oficialmente fue el primer WrestleMania que se promocionó bajo el nombre y logo de WWE desde su cambio en mayo de 2002. El evento vio el último encuentro de Stone Cold Steve Austin vs. The Rock en el evento, donde The Rock finalmente venció a Austin tras dos intentos, que se retiraba de forma oficial como luchador. Además, Hulk Hogan derrotó a Vince McMahon en una lucha sangrienta y Shawn Michaels hizo su regreso al evento después de cinco años, derrotando a Chris Jericho. Y también vimos la primera vez que el Campeonato Mundial Peso Pesado (la versión 2002-2013) se defendió por primera vez, con Triple H reteniendo contra Booker T, y el debut de Brock Lesnar al derrotar a Kurt Angle para ganar el Campeonato de WWE, pese a que justo antes Lesnar se rompió el cuello al no ejecutar bien un Shooting star press.
WWE celebró su vigésimo aniversario del evento en WrestleMania XX, nuevamente en el Madison Square Garden. Junto con esta celebración, se re-introdujo el Salón de la Fama, con un show de inducción anual la noche anterior. Esta edición contó con The Undertaker (quien regresó a su personaje original) derrotando a Kane en su segundo encuentro y las victorias de Eddie Guerrero contra Kurt Angle para ser el nuevo Campeón de WWE y de Chris Benoit contra Triple H y Shawn Michaels que lo convirtió en Campeón Mundial de Peso Pesado. También se destaca el debut de John Cena en un WrestleMania, derrotando a The Big Show para convertirse en Campeón de Estados Unidos, así como la decepcionante lucha entre Brock Lesnar y Goldberg (la última de ambos en WWE hasta abril de 2012 y noviembre de 2016, respectivamente) con Stone Cold Steve Austin en su rol de árbitro, con el ex-WCW llevándose la victoria.
En WrestleMania 21 el concepto del Money in the Bank fue introducido como una Lucha de Escaleras entre seis luchadores, con la estipulación especial que el objeto a conseguir sería un maletín suspendido encima del ring, que contenía un contrato que garantizaba al ganador una lucha por un Campeonato Mundial (el WWE Championship, el World Heavyweight Championship, y antiguamente también, el ECW World Championship) en cualquier momento y en cualquier lugar durante el plazo de un año de haber ganado la lucha. En los eventos principales, el Campeonato de WWE y el Campeonato Mundial Peso Pesado pasaron a manos de John Cena y Batista, respectivamente, al derrotar a John «Bradshaw» Layfield y Triple H en sus respectivos combates. También fue el último combate de Eddie Guerrero en WrestleMania, donde perdió ante Rey Mysterio, antes de que muriera ese mismo año. Con una ganancia de 2.1 millones de dólares solo en tickets, es el WrestleMania de mayor ganancia dentro de los siete celebrados en el estado de California.
Los eventos principales de WrestleMania 22 incluyeron a Rey Mysterio ganando el Campeonato Mundial Peso Pesado contra Kurt Angle y Randy Orton, y John Cena retuvo el Campeonato de WWE contra Triple H, afianzándose como la nueva «cara de WWE». Otras grandes luchas fueron la victoria de Edge sobre Mick Foley en un Hardcore match, Shawn Michaels derrotando a Vince McMahon en medio de su polémica rivalidad, y Mickie James llevándose una victoria sobre Trish Stratus para ganar el Campeonato Femenino, rompiendo así el histórico reinado de 448 días de Stratus como campeona. La lucha de escaleras de Money in the Bank también se llevó a cabo como una interpromocional de seis hombres donde el ganador obtendría una lucha por el título mundial de su elección, independientemente de la marca en la que estuvieran, y esta lucha fue ganada por Rob Van Dam.
Previo a WrestleMania 23, la venta de entradas estaba por encima de los 5 millones de dólares, con más de 63 000 entradas vendidas (la asistencia al evento acabaría en 80,103). Es el mayor pago por visión en la historia de WWE, rompiendo el anterior récord de 3,9 millones de dólares conseguido en WrestleMania X8. Esta edición marcó el debut de la ECW como marca, aunque el campeón Bobby Lashley no defendió el título ya que estaba inmerso en una rivalidad con Umaga, que involucró tanto a Vince McMahon como a Donald Trump; la lucha fue ganada por Lashley con ayuda de Trump y de Stone Cold Steve Austin (quien fungía como árbitro) en la llamada «Batalla de los Billonarios». Otras luchas destacadas fueron John Cena retuvo por segundo año consecutivo el Campeonato de WWE ante un miembro de DX, esta vez Shawn Michaels; The Undertaker ganando el primer Campeonato Mundial Peso Pesado en su carrera al derrotar a Batista. Esta fue también el último WrestleMania donde se defendió la versión original del Campeonato Femenino de WWE cuando Melina derrotó a Ashley Massaro.
WrestleMania XXIV fue el segundo en celebrarse al aire libre después de WrestleMania IX. La lucha de mayor atracción fue Shawn Michaels vs. Ric Flair en un encuentro muy aclamado que terminó con victoria de Michaels y el posterior retiro de Flair, mientras que el combate de escaleras de Money in the Bank incluyó a siete participantes de las tres marcas y fue ganado por CM Punk. El Campeonato de ECW se defendió por única vez en una edición de WrestleMania, cuando Kane emergió como nuevo campeón derrotando a Chavo Guerrero, Jr. en un récord de 8 segundos, mientras que Randy Orton retuvo el Campeonato de WWE ante Triple H y John Cena en una Triple Threat y The Undertaker ganó el Campeonato Mundial Peso Pesado por segundo año consecutivo, derrotando a Edge. En un encuentro que contó con gran cobertura mediática, el campeón mundial de boxeo Floyd Mayweather Jr. se llevó una victoria sobre The Big Show. Fue también el último WrestleMania de la Ruthless Aggression Era ya que más tarde, a mediados de 2008, iniciaría la PG Era.

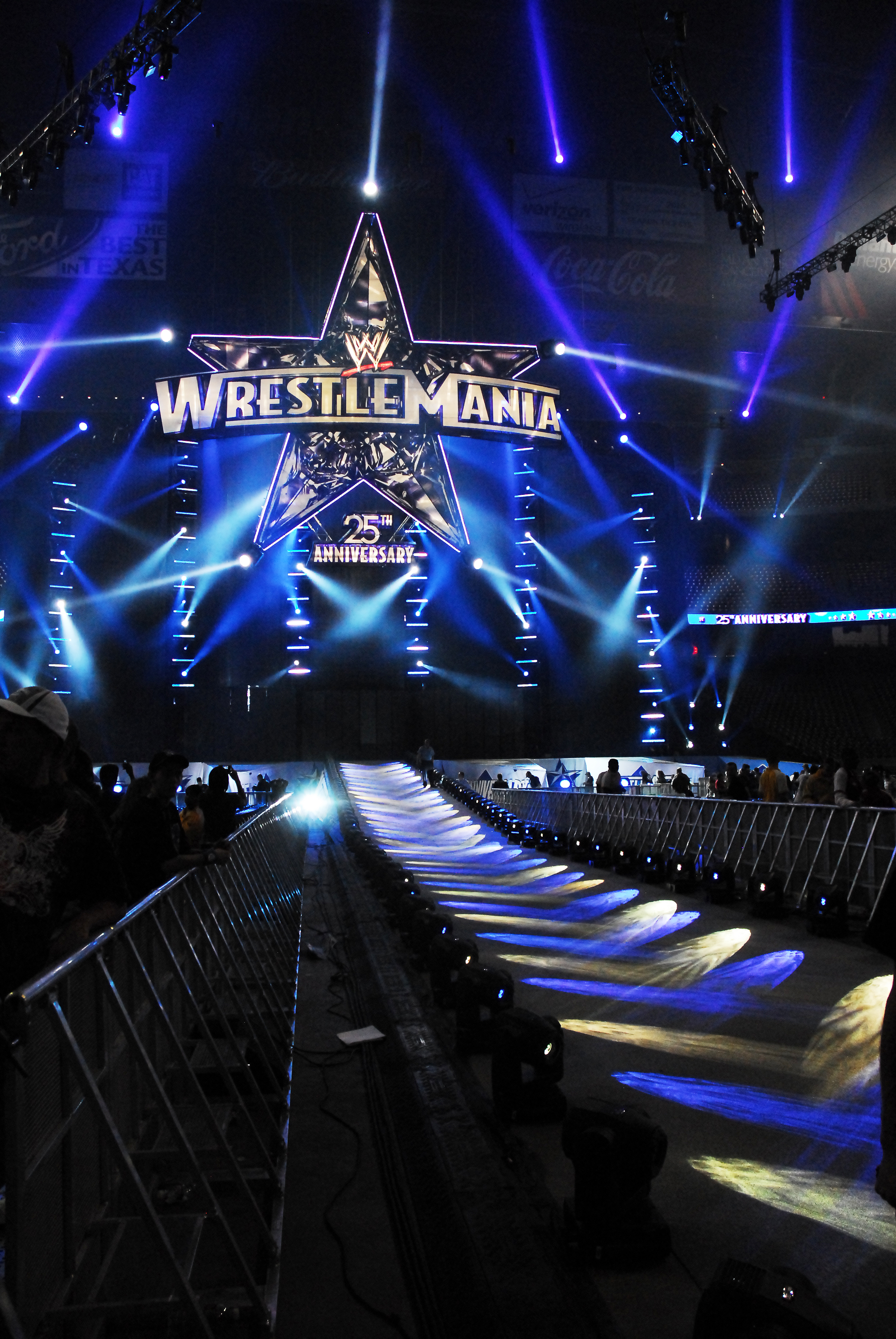
WrestleMania, llegaba a sus bodas de plata celebrando WrestleMania XXV.

WrestleMania XXV contó como atractivo principal el primer encuentro de dos de Shawn Michaels y The Undertaker en un combate aclamado por la crítica, que recibió el premio a la Lucha del Año 2009 tanto por el Pro Wrestling Illustrated como por el Wrestling Observer Newsletter. El evento principal fue la lucha por el Campeonato de WWE entre el monarca Randy Orton y Triple H, que venían de una de las rivalidad más impactantes en la época, con Orton masacrando a la familia McMahon y Triple H vengándose con su primera victoria en el magno evento desde 2003. Además, Chris Jericho derrotando a los miembros del Salón de la Fama Roddy Piper, Jimmy Snuka y Ricky Steamboat en un combate que contó con aparición del actor Mickey Rourke y CM Punk se llevó por segundo año consecutivo el maletín del Money in the Bank al superar a otros siete luchadores. Esta edición marcaría la última lucha oficial de John Bradshaw Layfield como profesional, tras perder el Campeonato Intercontinental ante Rey Mysterio en cuestión de segundos.
WrestleMania XXVI vio la carrera de Shawn Michaels llegando a su fin cuando se enfrentó a The Undertaker en una revancha muy aclamada de su encuentro del año anterior. El evento también contó con John Cena ganando el Campeonato de WWE de Batista y Chris Jericho reteniendo el Campeonato Mundial Peso Pesado ante Edge. Tras el regreso de Bret Hart a WWE después de más de doce años desde el Montreal Screwjob, derrotaba a Vince McMahon en una lucha sin restricciones con miembros de la familia Hart presentes. La lucha de escaleras de Money in the Bank que incluyó a diez participantes tanto de Raw como de SmackDown (ECW había desaparecido en febrero) fue la última realizada en WrestleMania antes de crearse el evento temático meses después, y esta lucha fue ganada por Jack Swagger. En cuanto a debut se destaca el de Sheamus, que se enfrentó a uno de sus mentores, Triple H. Fue el primer WrestleMania desde la undécima edición con un combate no titular como evento principal, y el tercero celebrado en un recinto al aire libre.
El luchador y actor Dwayne «The Rock» Johnson regresaría a WWE tras una ausencia de siete años para ejercer como anfitrión de WrestleMania XXVII. El evento principal fue The Miz venciendo a John Cena por el Campeonato de WWE en lo que fue una de las luchas más infames por el título, con ambos luchadores habiendo terminado en una doble cuenta de 10 hasta que tuvo que ser reanudada. El otro combate titular fue Edge reteniendo el Campeonato Mundial Peso Pesado ante Alberto Del Río, que tampoco pudo cumplir las expectativas. Sin embargo, esta fue la primera vez en WrestleMania que ambos campeones mundiales tuvieron defensas éxitosas en una misma cartelera. Los dos combates más destacadas del evento que no fueron luchas titulares, y considerada por la crítica como lo mejor, fueron Randy Orton vs. CM Punk con victoria de Orton y el segundo encuentro de Triple H vs. The Undertaker, con otra victoria de The Undertaker manteniéndose invicto. Esta edición también contó a Nicole «Snooki» Polizzi de Jersey Shore, quien junto con John Morrison y Trish Stratus (que hacía su regreso desde 2006) obtuvo una victoria sobre LayCool y Dolph Ziggler en una lucha de equipos mixtos.

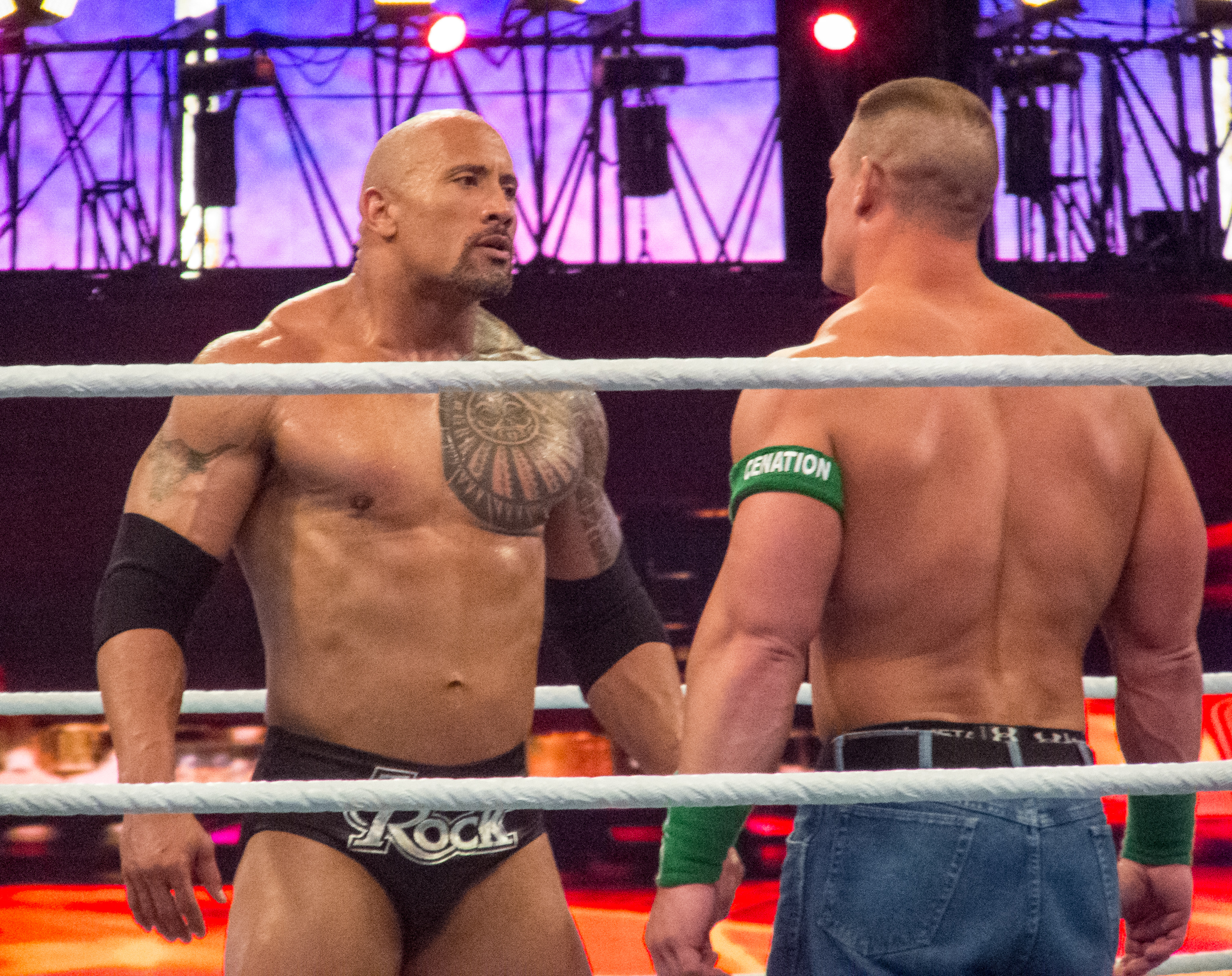
The Rock y John Cena, estelarizaron Wrestlemania XXVIII.

WrestleMania XXVIII tuvo tres combates que destacaron en la cartelera. The Undertaker derrotó -por tercera vez- a Triple H en un Hell in a Cell con Shawn Michaels como árbitro especial y extendiendo su racha de WrestleMania a 20-0; CM Punk retuvo el Campeonato de WWE contra Chris Jericho; y The Rock lograba derrotar a John Cena en un combate promocionado como «Once in a Lifetime» (una vez en la vida), anunciado con un año de anticipación. También se destacan la victoria de Sheamus sobre Daniel Bryan por el Campeonato Mundial Peso Pesado en cuestión de 20 segundos para convertirse en el primer irlandés (y europeo) en ganar un título mundial, y la participación de la presentadora de televisión Maria Menounos haciendo equipo con Kelly Kelly derrotando a Eve Torres y Beth Phoenix.
WrestleMania 29 fue el primero en promocionar cuatro luchas como «evento principal». En la primera de las dos luchas títulares, Alberto Del Rio derrotaba a Jack Swagger por el Campeonato Mundial Peso Pesado en medio de una de las historias más polémicas previo al evento que hacía de Del Río el primer mexicano en defender un título mundial en WrestleMania. La segunda lucha titular, y la que cerraba la velada, fue la victoria de John Cena sobre The Rock por el Campeonato de WWE en su cláusula de revancha que dio fin a la rivalidad que mantenían desde mediados de 2011 y estableciendo un récord de cuatro victorias como retador en un combate por el título mundial en WrestleMania. En las otras dos luchas, Triple H se llevaría una victoria sobre Brock Lesnar en su revancha del SummerSlam pasado, y The Undertaker defendió su invicto en el evento tras derrotar a CM Punk dedicando la victoria a su antiguo mánager Paul Bearer, que había fallecido semanas antes. En la lucha que abrió la velada, los debutantes The Shield (Dean Ambrose, Seth Rollins & Roman Reigns) derrotaron al equipo Sheamus, The Big Show y Randy Orton.
WrestleMania XXX fue el trigésimo evento anual de WrestleMania producido por WWE. La edición vio a Daniel Bryan derrotar a Triple H en el combate inaugural, y según lo estipulado, le dio un lugar en el evento principal, donde ganó el Campeonato Mundial Peso Pesado de WWE ante Batista y Randy Orton al hacer rendir al primero con una recreación de la victoria de Chris Benoit una década antes. Aunque esta victoria fue eclipsada por el final del invicto de The Undertaker en el magno evento tras perder su lucha ante Brock Lesnar en lo que se describió como «el resultado más impactante en la historia de la lucha libre» que ha polarizado a fanáticos, críticos y luchadores durante días. Esta edición también marcó el debut de Bray Wyatt en un WrestleMania, pese a su derrota ante John Cena y la primera edición del André the Giant Memorial Battle Royal que fue ganada por Cesaro tras eliminar a The Big Show. Además, fue el único WrestleMania donde se defendió el Campeonato de Divas, con AJ Lee reteniendo el título en el Vickie Guerrero Divas Championship Invitational.
Al año siguiente, WrestleMania 31 fue la sexta vez en que el evento se celebraba al aire libre, aunque el primero en donde casi todas las luchas estuvieron en medio de la luz solar. En el evento principal, Brock Lesnar puso en juego el Campeonato Mundial Peso Pesado de WWE ante Roman Reigns, pero ninguno de los dos ganó la lucha ya que Seth Rollins canjeó su maletín del Money in the Bank, acción que es conocida como el «Robo del siglo» en la lucha libre profesional. Otras tres luchas titulares se llevaron a cabo, con Daniel Bryan ganando el Campeonato Intercontinental en un Ladder match ante otros 7 participantes; John Cena llevándose consigo el Campeonato de los Estados Unidos tras romper el invicto del debutante Rusev; y la Fatal 4-Way por el Campeonato en Parejas que terminó con victoria de Cesaro & Tyson Kidd. La edición estuvo marcada también por el debut de Sting en WWE contra Triple H aunque fue derrotado, el regreso de The Undertaker tras su sorpresiva derrota hace año para obtener una victoria sobre Bray Wyatt; y fuera del ring, la aparición especial de la artista marcial mixta Ronda Rousey confrontando a Triple H y su esposa Stephanie McMahon. Es considerado como el mejor WrestleMania de la década de 2010 y uno de los más destacados de la historia del evento.

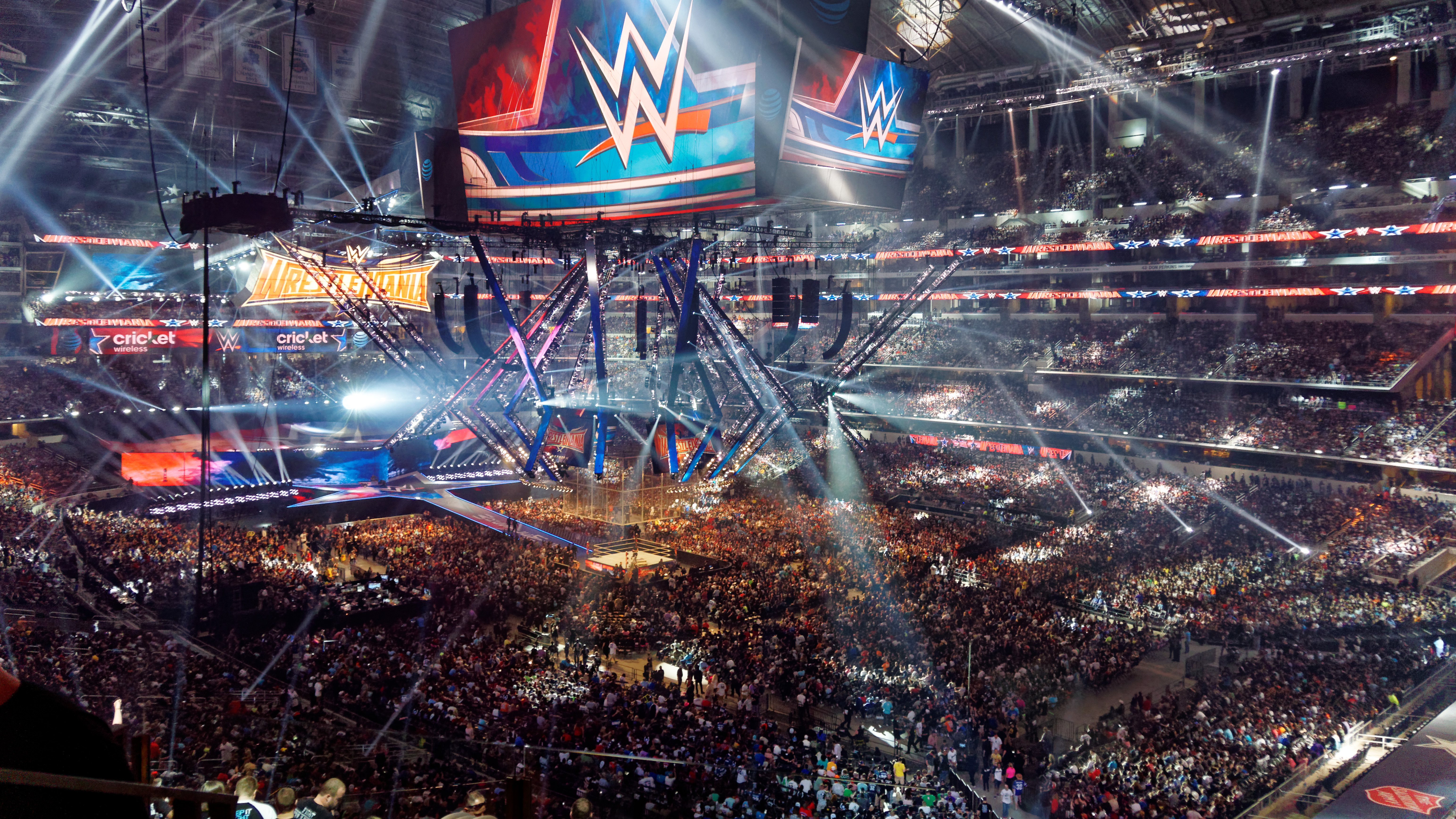
WrestleMania 32 logró una asistencia de 101,763 personas en el AT&T Stadium.

WrestleMania 32 tuvo un grandioso éxito comercial incluida una recaudación de 17,3 millones de dólares y un récord de asistencia de 101.763 personas. Sin embargo, informes independientes registraron una asistencia de 80.709, lo que lo convierte en el tercer evento de lucha libre más concurrido. Sin embargo, estuvo blanco de críticas por el manejo creativo previo al evento, la baja calidad de varias luchas que prometían y la numerosa cantidad de luchadores lesionados. En el evento principal, Roman Reigns derrotó a Triple H para ganar el Campeonato Mundial Peso Pesado de WWE en una lucha sin emociones cuyo resultado se sabía con mucha antelación. Otras luchas titulares fueron la Triple Threat match entre Charlotte Flair, Sasha Banks y Becky Lynch por el nuevo Campeonato Femenino de WWE presentado por la exluchadora Lita con victoria de Flair, el pre-show por el Campeonato de Estados Unidos entre Kalisto y Ryback con el enmascarado coronándose como campeón y el segundo Ladder match consecutivo por el Campeonato Intercontinental que contó con 8 luchadores y cuyo ganador fue Zack Ryder. Entre las luchas no titulares están el retorno de Shane McMahon que se enfrentó a The Undertaker en un Hell in a Cell, la victoria de Brock Lesnar sobre Dean Ambrose en una lucha callejera, el combate por equipos entre The New Day y The League of Nations (Alberto Del Río, Rusev y Sheamus) que terminaron ganando los faces y la que fue una gran exhibición entre Chris Jericho y AJ Styles donde el también cantante se llevó la victoria. Además se contó con la reaparición de ciertas leyendas como The Rock, Stone Cold Steve Austin, Mick Foley, Shawn Michaels y John Cena.
WrestleMania 33 tuvo grandes luchas a pesar de que no fueron bien recibidas por el público y la crítica debido a la duración de las luchas estelares. Se destaca la proposición matrimonial por parte de John Cena a Nikki Bella después de que ambos derrotaran a The Miz y Maryse y el regreso de los Hardy Boyz (Matt & Jeff) a WWE después de ocho años para luego ganar los Campeonatos en Parejas de Raw. Por otro lado; dentro de las luchas titulares, se contó con las victorias de Bayley sobre Charlotte Flair, Sasha Banks y Nia Jax por el Campeonato Femenino de Raw; de Naomi sobre todas las luchadoras activas de SmackDown Live, ganando así el Campeonato Femenino de SmackDown por segunda vez; de Kevin Owens sobre Chris Jericho por el Campeonato de los Estados Unidos; de Brock Lesnar sobre Goldberg, ganando el Campeonato Universal; y de Randy Orton sobre Bray Wyatt donde ganó por novena vez el Campeonato de WWE. Dentro de las luchas individuales, se destacó las victorias de Seth Rollins sobre Triple H, de AJ Styles sobre Shane McMahon y de Roman Reigns sobre The Undertaker, lucha que no fue del todo aceptada no solo por la victoria de Reigns sino que marcó la segunda derrota de The Undertaker en un WrestleMania y su posible retiro de la lucha libre profesional. 
WrestleMania 34, al igual que la edición anterior, hubo grandes luchas a pesar de que no fueron bien recibidas por el público y la dura crítica a la estructura de algunas de estas. Se destaca el debut de Ronda Rousey en WWE, donde ella y Kurt Angle derrotaron a Triple H y Stephanie McMahon; el regreso de Daniel Bryan como luchador después de tres años de inactividad, donde ganó junto a Shane McMahon al equipo de Kevin Owens y Sami Zayn; la sorprendente aparición de The Undertaker para aceptar el reto de John Cena en ese mismo lugar, y la insólita elección del compañero de Braun Strowman para los Campeonatos en Parejas de Raw, quien fue un niño de entre el público llamado Nicholas. En cuanto a las otras luchas, sobresale las victorias del Campeón Universal Brock Lesnar sobre Roman Reigns, del Campeón de WWE AJ Styles sobre el debutante Shinsuke Nakamura, de la Campeona Femenina de SmackDown Charlotte Flair sobre Asuka, quien perdió su largo invicto ante Flair, y la de Seth Rollins sobre The Miz y Finn Bálor donde ganó el Campeonato Intercontinental, convirtiéndose en un Campeón Grand Slam.
WrestleMania 35, que fue blanco de críticas por su escenografía simple y la gran cantidad de luchas que hicieron que algunas tuvieran que reducirse más de lo esperado, dejó grandes momentos en la memoria del espectador. Se destacó especialmente por el primer main event femenino en la historia del evento con la victoria de Becky Lynch sobre Ronda Rousey y Charlotte Flair donde ganó el Campeonato Femenino de Raw y el Campeonato Femenino de SmackDown de forma simúltanea. A esto le secunda la victoria de Kofi Kingston sobre Daniel Bryan ganando el Campeonato de WWE convirtiéndose en el primer ghanés y africano en lograr un título mundial, el triunfo de Triple H sobre Batista y, la derrota de Kurt Angle frente a Baron Corbin luchas que marcaron dos retiros definitivos. En cuanto a las otras luchas titulares, se destacó el triunfo de Seth Rollins sobre Brock Lesnar para ganar el Campeonato Universal, el de Finn Bálor sobre Bobby Lashley para ganar el Campeonato Intercontinental por segunda vez en su carrera, y la sorpresiva victoria de The IIconics (Billie Kay & Peyton Royce) ganando el Campeonato Femenino en Parejas de WWE ante otros tres equipos, que pasarían a la historia como las primeras australianas en ganar una luchar titular en WrestleMania. Además, se incluyeron algunos segmentos, siendo el más destacado la reaparición de John Cena con su antiguo gimmick de Doctor of Thuganomics donde interrumpió el segmento musical de Elias. Además este fue apenas el segundo WrestleMania que no contaba con la participación de The Undertaker desde WrestleMania 2000.
Dándose un mes después de que la OMS declarara la ya creciente pandemia de COVID-19, WrestleMania 36 era la primera (y única) vez en la que las luchas se dieron en medio de una arena vacía y el evento fue grabado una semana antes de emitirse precisamente a causa del virus, así como la primera vez que se daba la tradición de celebrarse dos noches consecutivas. Pese a lo mencionado, sumado a las ausencias de luchadores como Roman Reigns, The Miz y Rey Mysterio, el evento fue recibido positivamente por fanáticos, y tuvo opiniones de mixtas a positivas de la crítica, excediendo las expectativas. Se destacó la Boneyard match entre AJ Styles y The Undertaker que marcó el retiro de este último de los cuadriláteros tras llevarse el triunfo y el triunfo de un resurgido Drew McIntyre sobre Brock Lesnar que le daría su primer Campeonato de WWE como los eventos principales de ambas noches. A esto le sigue la victoria de Bray Wyatt ante John Cena en una absurda pero entretenida Firefly Fun House match; el combate sin descalificaciones de Kevin Owens y Seth Rollins con triunfo del primero; Braun Strowman consagrándose con el Campeonato Universal al vencer a Goldberg; Charlotte Flair ganando el segundo Campeonato Femenino de NXT en su carrera tras ganarle a Rhea Ripley; y el primer combate de Edge en el magno evento desde su retiro en 2011 derrotando a Randy Orton. Cabe resaltar también la participación del exjugador de los New England Patriots Rob Gronkowski como anfitrión de WrestleMania, quien incluso capturó el Campeonato 24/7.
A partir de WrestleMania 37, el evento hacía oficialmente su tendencia de llevarse a cabo todo un fin de semana y era el primero desde el inicio de la pandemia en celebrarse con público, aunque con una capacidad limitada de 25.000 por cada noche. El evento se destacó por el evento principal de la Noche 1 entre Bianca Belair y Sasha Banks por el Campeonato Femenino de SmackDown, con victoria de Belair en lo que fue la primera vez en que dos luchadoras de raza negra encabezaron WrestleMania y la segunda en que el título se disputaba. Después en otros combates titulares destacaron el triunfo de Roman Reigns sobre Edge y Daniel Bryan defendiendo exitosamente el Campeonato Universal en el último combate de la Noche 2 y del evento, Bobby Lashley sobre Drew McIntyre para retener el Campeonato de WWE; y las respectivas coronaciones de Rhea Ripley sobre Asuka por el Campeonato Femenino de Raw siendo la primera australiana en ganar un título importante en WWE y AJ Styles convirtiéndose en Campeón Grand Slam al ganar junto a Omos el Campeonato en Parejas de Raw ante The New Day. Además de la participación del cantante Bad Bunny, quien junto a Damian Priest derrotaron a The Miz & John Morrison, y del youtuber Logan Paul acompañando a Sami Zayn. Los anfitriones fueron Hulk Hogan y Titus O'Neil, que abrieron la velada tras haberse suspendido durante más de 30 minutos debido a las inclemencias del tiempo, lo que marcó el primer retraso por clima en la historia del magno evento. Este también fue el primer WrestleMania en que John Cena no aparecía desde WrestleMania XIX.
WrestleMania 38 siguió la temática de dos noches de los eventos predecesores, aunque aquí la múltitud era totalmente llena. El evento generó $206,5 millones para la región de Dallas/Arlington, estableciendo un récord de la compañía y la primera vez que WrestleMania generó más de $200 millones en impacto económico. Lo más destacado fue sin dudas el regreso de Cody Rhodes a WWE tras seis años fuera, revelándose como el oponente misterioso de Seth Rollins y llevándose la victoria; seguido de Stone Cold Steve Austin saliendo del retiro para vencer a Kevin Owens, y la victoria del Campeón Universal Roman Reigns sobre el Campeón de WWE Brock Lesnar para formar el Campeonato Universal Indiscutible de WWE como los eventos principales de ambas noches. Otros combates titulares que se llevaron a cabo fueron Bianca Belair desquitándose de Becky Lynch por la derrota en el SummerSlam al ganar el Campeonato Femenino de Raw y Charlotte Flair implementando su reinado como Campeona Femenina de SmackDown tras vencer polémicamente a Ronda Rousey contra todo pronóstico. Otros combates notables fueron el de Edge sobre AJ Styles, Logan Paul haciendo su debut oficial como luchador al formar equipo con The Miz para vencer a The Mysterio (Rey & Dominik). También contó con la participación del actor Johnny Knoxville, llevándose incluso una victoria sobre Sami Zayn con interferencia de otros miembros del programa Jackass y el anuncio de Triple H retirándose definitivamente de los cuadriláteros.
La primera edición del evento desde la polémica salida de Vince McMahon a raíz de sus escándalo sexual sería WrestleMania 39, y la misma marcó la primera vez que Triple H tomaba el control creativo de WWE. El evento tuvo notables combates, la mayoría en la primera noche; con Rhea Ripley vengándose de su derrota en 2020 tras vencer a Charlotte Flair por el Campeonato Femenino de SmacKDown, el joven Austin Theory reteniendo el Campeonato de los Estados Unidos sobre el veterano John Cena y el evento principal que vio a Kevin Owens & Sami Zayn destronar el largo reinado de The Usos (Jey Uso & Jimmy Uso) como los Campeones Indiscutibles en Parejas de WWE, que fue calificada por Dave Meltzer como una «lucha de cinco estrellas». Otros combates titulares fueron defensas exitosas; Bianca Belair retuvo el Campeonato Femenino de Raw tras un duelo ante Asuka, Gunther siguió ampliando su reinado del Campeonato Intercontinental derrotando a Sheamus y Drew McIntyre en una muy aclamada lucha que el mismo Meltzer también otorgó cinco estrellas, y Roman Reigns defendió exitosamente el Campeonato Universal Indiscutible de WWE luego de vencer a Cody Rhodes. Además, ha habido otras luchas sobresalientes como el de padre-hijo entre Rey y Dominik Mysterio donde Rey se llevó la victoria, el Hell in a Cell entre Finn Bálor como «The Demon» y Edge como «The Brood», y los regresos de Trish Stratus y Lita a un WrestleMania formando equipo con Becky Lynch enfrentándose a Damage CTRL. Entre los segmentos están los de The Miz, quien fungió como anfitrión de ambas noches e incluso tuvo luchas contra Pat McAfee y Snoop Dogg y la aparición del famoso youtuber británico KSI.
WrestleMania XL, el primero desde que Endeavor Inc adquiriera WWE, recibió elogios de la crítica. El regreso de The Rock como luchador tras ocho años, quien formó equipo con Roman Reigns para derrotar a Cody Rhodes y Seth Rollins, la victoria de Sami Zayn para destronar el reinado histórico de Gunther como Campeón Intercontinental, la defensa exitosa de Rhea Ripley sobre Becky Lynch por el Campeonato Mundial Femenino y la lucha múltiple por los títulos en pareja de ambas marcas fueron lo más destacado de la Noche 1. Por su parte, en la Noche 2 destacaron la victoria de Drew McIntyre sobre Seth Rollins para ganar el Campeonato Mundial Peso Pesado y el posterior canjeo de Damian Priest para llevarse el título y el propio Cody Rhodes destronando el reinado indiscutible de Roman Reigns, ganando su primer título mundial en WWE. Otras luchas destacables fueron Rey y Dominik Mysterio enfrentándose de nueva cuenta, solo que esta vez formando equipo con Andrade y Santos Escobar respectivamente; y el Jimmy vs. Jey Uso como la tercera ocasión en un WrestleMania donde ambos hermanos se enfrentaron, aunque la lucha dejó mucho que desear. Fuera de los combates, resaltan la primera aparición de CM Punk en el evento desde 2013, y las apariciones especiales de los jugadores de la NFL Jason Kelce y Lane Johnson, el influencer IShowSpeed, y el rapero Lil Wayne.
WrestleMania 41 fue el primero en celebrarse a mediados de abril y el primero en ser transmitido por la plataforma Netflix. La Noche 1 se destacó por la coronación Jey Uso como Campeón Mundial Peso Pesado tras derrotar a Gunther, The New Day logrando su primera victoria en un WrestleMania al ganar el Campeonato Mundial en Parejas sobre War Raiders, y Tiffany Stratton manteniéndose como Campeona Femenina de WWE luego de vencer a Charlotte Flair. En cuanto a la Noche 2, destacan la victoria de Dominik Mysterio en una Fatal 4-Way match en la que ganó su primer Campeonato Intercontinental, la de Iyo Sky en una Triple Threat match para defender el Campeonato Mundial Femenino; y la de John Cena sobre Cody Rhodes por el Campeonato Indiscutible de WWE, el decimoséptimo título mundial de su carrea, superando el récord de Ric Flair. Entre las luchas no titulares, destacan la Triple Threat match de CM Punk, Seth Rollins y Roman Reigns de la primera noche con victoria de Punk, aunque fue traicionado por Paul Heyman uniéndose este a Rollins y la victoria de Drew McIntyre sobre Damian Priest en una Street Fight de la segunda noche, desquitándose de la derrota de hace un año.

## Participación de celebridades
A lo largo de los años, WrestleMania ha presentado apariciones de distintas celebridades, algunos de ellos adicionales justo cuando se ponía en marcha el acudir al evento. En total, ha habido 143 celebridades involucradas: 55 músicos (con los grupos contados como uno), 34 atletas, 25 actores y 29 de otras ocupaciones. Diez de ellos también han sido incluidos en el Salón de la Fama de WWE. Algunas celebridades que han acompañado a luchadores al ring han sido Cindy Lauper (con Wendi Richter), Ozzy Osbourne (con los British Bulldog), Ice-T (con The Godfather y D'Lo Brown), Alice Cooper (con Jake Roberts), Pamela Anderson (con Kevin Nash), Jenny McCarthy (con Shawn Michaels) y George Kittle (con Pat McAfee).
El acontecimiento principal del primer WrestleMania fue un desorden de celebridades, además de Cindy Lauper, también estaban presentes el antiguo mánager de los New York Yankees Billy Martin como presentador, el famoso artista Liberace acompañado por The Rockettes como el cronometrador, y el legendario boxeador Muhammad Ali como árbitro especial de la lucha estelar. 
Varios músicos han tenido la oportunidad de presentarse en el evento. Ray Charles, Aretha Franklin, Gladys Knight, Robert Goulet, Willie Nelson, Reba McEntire, Little Richard, The DX Band, Boyz II Men, Ashanti, Boys Choir of Harlem y Michelle Williams, Aloe Blacc, Fifth Harmony, Yolanda Adams, Bebe Rexha, Jessie James Decker, Becky G, y Coco Jones han tenido cada uno su turno para cantar America The Beautiful (excepto Goulet, que respresentó el O Canada en WrestleMania VI). Mientras tanto las actuaciones de Motörhead, Limp Bizkit, Saliva, The DX Band, Run DMC, Salt-N-Pepa, Ice-T, Drowning Pool, P.O.D., Mago de Oz, Queen, Rev Theory, Living Colour, Joan Jett & The Blackhearts, New Years Day y Lil Wayne también tocaron los temas de entrada de luchadores. En cuanto a los temas oficiales del evento, AC/DC tocó el tema oficial de WrestleMania XXV; posteriormente Machine Gun Kelly, Skylar Grey, Puff Daddy, Flo Rida & Sia tocaron los temas oficiales de WrestleMania XXVIII durante el evento principal; y la misma Grey con David Guetta, y Kid Ink el tocaron los de WrestleMania 31; y Pitbull con Flo Rida el de WrestleMania 33.
Ocasionalmente, las mismas celebridades pueden participar en encuentros como luchadores. La lista incluye a:
- WrestleMania 2 tuvo una Battle Royal de 20 participantes, incluyendo varias estrellas de la National Football League.
- Mr. T, que fue la primera gran celebridad en hacerlo, al formar equipo con Hulk Hogan para derrotar a Roddy Piper & Paul Orndorff en la edición inaugural. Al año siguiente, Mr. T se enfrentó y venció a Piper en un combate de boxeo.
- Lawrence Taylor, estrella de la NFL, se convirtió en la primera celebridad en estelarizar una edición de WrestleMania en una lucha individual al enfrentar a Bam Bam Bigelow en WrestleMania XI, llevándose la victoria después de darle con el antebrazo desde la segunda cuerda.
- Butterbean fue desafiado a un Brawl for All Boxing match junto Bart Gunn en WrestleMania XV. Noqueó a Gunn cerca de 30 segundos.
- Akebono luchó ante The Big Show en un combate de sumo en WrestleMania 21, que terminó ganando.
- Floyd Mayweather se enfrentó a The Big Show en WrestleMania XXIV en una pelea de boxeo, ganando de forma controversial con varios silletazos y una manopla.
- En WrestleMania XXVII, Nicole «Snooki» Polizzi formó equipo con John Morrison y Trish Stratus para derrotar a LayCool y Dolph Ziggler.
- Maria Menounos formó equipo con Kelly Kelly, venciendo a Beth Phoenix e Eve Torres en WrestleMania XXVIII.
- Shaquille O'Neal, leyenda de los Lakers, participó en el André the Giant Memorial Battle Royal de WrestleMania 32, donde tuvo un encaramiento con The Big Show antes de ser eliminados por varios luchadores.
- Los comediantes Colin Jost y Michael Che también participaron en el André the Giant Memorial Battle Royal de WrestleMania 35, siendo los últimos eliminados por el ganador Braun Strowman.
- Bad Bunny hizo equipo con Damian Priest para enfrentar a The Miz & John Morrison en la Noche 1 de WrestleMania 37, cuya victoria fue para los puertorriqueños.
- El actor Johnny Knoxville se enfrentó a Sami Zayn en un Anything Goes match en WrestleMania 38, llevándose la victoria con ayuda de otros actores del famoso programa Jackass.
- En WrestleMania 39, Snoop Dogg se enfrentó a The Miz (quien era el anfitrión de esa edición) ocupando el lugar de un lesionado Shane McMahon, ganando la lucha.

Otras celebridades han estado en rivalidades con luchadores aunque no compitieron por diversas razones. Entre ellos están:
- El beisbolista Pete Rose que se vio implicado en riñas con Kane durante las ediciones XIV, XV y 2000 del evento, con cada uno finalizando con Rose recibiendo una Tombstone Piledriver o una Chokeslam de Kane. The San Diego Chiken fue también usado durante el feudo.
- Mike Tyson estuvo en la lucha entre Shawn Michaels y Stone Cold Steve Austin por el Campeonato de WWE en WrestleMania XIV, acompañando a Michaels en un inicio hasta que repentinamente lo traicionó con un golpe para darle el triunfo a Austin.
- Donald Trump, que ya había aparecido en las ediciones VII y XX, estuvo en medio de una rivalidad con Vince McMahon rumbo a WrestleMania 23. Cada magnate tuvo a un luchador de su elección, con Trump eligiendo a Bobby Lashley y McMahon eligiendo a Umaga, y el luchador perdedor hacía que el magnate que lo representara se viera obligado a raparse la cabeza. La lucha, que fue nombrada como la «Batalla de Billonarios», fue ganada por Lashley.
- El actor Mickey Rourke iniciaba una rivalidad con Chris Jericho antes de WrestleMania XXV a raíz de los comentarios de Jericho sobre su película The Wrestler estrenada en 2009. En el evento, Rourke le propinó un derechazo a Jericho.

## WrestleMania Axxess
En 1988, en asociación con The Trump Organization, WWF preparó un pequeño festival para celebrar WrestleMania IV, que incluyó firmas de autógrafos, un brunch y una carrera de 5 km; el evento se llevó a cabo nuevamente en 1989 para WrestleMania V. En 1992, se llevó a cabo un festival el día de WrestleMania VIII, que incluyó un concurso de aspecto de superestrella de WWF y un torneo para el juego de arcade WrestleFest de WWF. En 1993, WWF celebró un «Brunch de WrestleMania» el día de WrestleMania IX en el Caesars Palace, durante el curso del cual Lex Luger atacó a Bret Hart. En 1994, WWF ofreció «Fan Fest» para el fin de semana de WrestleMania X, que permitió a fanáticos ingresar a un anillo de WWF, participar en juegos, encontrarse con superestrellas y comprar mercadería; El evento fue seguido en 1995 con otro «Fan Fest» para WrestleMania XI. En 1999, WWF celebró su primer evento pre-WrestleMania el sábado que tuvo lugar el 27 de marzo de 1999. WrestleMania Rage Party se conoció en vivo en el canal USA Network de los EE. UU. De 10:00 a 23:00 (EST). El evento se llevaría a cabo en el Centro de Convenciones de Pensilvania.
El año siguiente, WWF celebró su primer evento WrestleMania Axxess en el Centro de Convenciones de Anaheim, ampliando la idea de la fiesta de WrestleMania Rage Party. El evento incluyó firmas de autógrafos y recuerdos para miembros del Salón de la Fama de WWE. También hubo actividades donde los fanáticos podían ingresar a un ring de lucha libre y comentar un combate de lucha libre. En 2001, WrestleMania Axxess se llevó a cabo en el Reliant Hall que amplió el evento agregando numerosas actividades, incluidas áreas donde los asistentes podían comprar mercancía especial, ver un camión de producción y revisar vehículos especiales de WWE. A partir de 2002, WrestleMania Axxess se extendería a un evento de tres días (14 al 16 de marzo) y se celebraría en la Exposición Nacional de Canadá. El evento de tres días incluyó actividades similares a las de la alineación de un día. 2003 sería la última WrestleMania Axxess en un centro de convenciones durante seis años. De 2004 a 2008, WrestleMania Axxess visitó ciudades de los Estados Unidos y Canadá con una versión más pequeña de lo que se presentó anteriormente en los eventos regulares de Axxess. En 2009, WrestleMania Axxess regresó, y ha continuado todos los años desde entonces, como un evento de cuatro días celebrado en centros de convenciones y arenas en la ciudad anfitriona de WrestleMania de ese año.
Para la semana de WrestleMania XL en abril de 2024, WWE relanzó el evento bajo un nuevo nombre de WWE World at WrestleMania, que se realizó en asociación con Fanatics Events y se llevó a cabo en el Centro de Convenciones de Pensilvania. El evento se desarrolló desde el 4 hasta el 8 de abril. El evento de cinco días tuvo sesiones de panel de entrevistas con luchadores, un torneo de juegos WWE 2K24, grabaciones de podcasts en vivo, encuentros con luchadores y una gran tienda de productos con varios recuerdos que honraron los 40 años de historia del evento.

## Fechas y lugares de WrestleMania
| Evento               | Fecha               | Lugar                         | Estadio                           | Asistencia | Evento principal                                       |
| -------------------- | ------------------- | ----------------------------- | --------------------------------- | ---------- | ------------------------------------------------------ |
| WrestleMania I       | 31 de marzo de 1985 | Nueva York                    | Madison Square Garden             | 19.121     | Mr. T & Hulk Hogan vs. Roddy Piper & Paul Orndorff     |
| WrestleMania 2       | 7 de abril de 1986  | Uniondale, Nueva York         | Nassau Coliseum                   | 16.585     | Mr. T vs. Roddy Piper                                  |
| WrestleMania 2       | 7 de abril de 1986  | Rosemont, Illinois            | Rosemont Horizon                  | 9.000      | The British Bulldogs vs. The Dream Team                |
| WrestleMania 2       | 7 de abril de 1986  | Los Ángeles, California       | Los Angeles Memorial Sports Arena | 14.500     | Hulk Hogan vs. King Kong Bundy                         |
| WrestleMania III     | 29 de marzo de 1987 | Pontiac, Míchigan             | Pontiac Silverdome                | 93.173     | Hulk Hogan vs. André the Giant                         |
| WrestleMania IV      | 27 de marzo de 1988 | Atlantic City, Nueva Jersey   | Boardwalk Hall                    | 18.165     | Randy Savage vs. Ted DiBiase                           |
| WrestleMania V       | 2 de abril de 1989  | Atlantic City, Nueva Jersey   | Boardwalk Hall                    | 18.946     | Randy Savage vs. Hulk Hogan                            |
| WrestleMania VI      | 1 de abril de 1990  | Toronto, Ontario              | SkyDome                           | 67.678     | Hulk Hogan vs. The Ultimate Warrior                    |
| WrestleMania VII     | 24 de marzo de 1991 | Los Ángeles, California       | Los Angeles Memorial Sports Arena | 16.158     | Sgt. Slaughter vs. Hulk Hogan                          |
| WrestleMania VIII    | 5 de abril de 1992  | Indianápolis, Indiana         | Hoosier Dome                      | 62.167     | Ric Flair vs Randy Savage                              |
| WrestleMania VIII    | 5 de abril de 1992  | Indianápolis, Indiana         | Hoosier Dome                      | 62.167     | Hulk Hogan vs. Sid Justice                             |
| WrestleMania IX      | 4 de abril de 1993  | Las Vegas, Nevada             | Caesars Palace                    | 16.891     | 'Yokozuna' vs. Bret Hart                               |
| WrestleMania X       | 20 de marzo de 1994 | Nueva York                    | Madison Square Garden             | 18.065     | Yokozuna vs. Bret Hart                                 |
| WrestleMania XI      | 2 de abril de 1995  | Hartford, Connecticut         | Hartford Civic Center             | 16.305     | Bam Bam Bigelow vs. Lawrence Taylor                    |
| WrestleMania XII     | 31 de marzo de 1996 | Anaheim, California           | Arrowhead Pond                    | 18.853     | Bret Hart vs. Shawn Michaels                           |
| WrestleMania 13      | 23 de marzo de 1997 | Chicago, Illinois             | Rosemont Horizon                  | 18.197     | Sycho Sid vs. The Undertaker                           |
| WrestleMania XIV     | 29 de marzo de 1998 | Boston, Massachusetts         | FleetCenter                       | 19.028     | Shawn Michaels vs. Steve Austin                        |
| WrestleMania XV      | 28 de marzo de 1999 | Filadelfia, Pensilvania       | First Union Center                | 20.276     | The Rock vs. Steve Austin                              |
| WrestleMania 2000    | 2 de abril de 2000  | Anaheim, California           | Arrowhead Pond                    | 18.034     | Triple H vs. The Rock vs. Mick Foley vs. Big Show      |
| WrestleMania X-Seven | 1 de abril de 2001  | Houston, Texas                | Reliant Astrodome                 | 67.925     | The Rock vs. Steve Austin                              |
| WrestleMania X8      | 17 de marzo de 2002 | Toronto, Ontario              | SkyDome                           | 68.237     | Chris Jericho vs. Triple H                             |
| WrestleMania XIX     | 30 de marzo de 2003 | Seattle, Washington           | Safeco Field                      | 54.097     | Kurt Angle vs. Brock Lesnar                            |
| WrestleMania XX      | 14 de marzo de 2004 | Nueva York                    | Madison Square Garden             | 18.000     | Triple H vs. Chris Benoit vs. Shawn Michaels           |
| WrestleMania 21      | 3 de abril de 2005  | Los Ángeles, California       | Staples Center                    | 20.193     | Triple H vs. Batista                                   |
| WrestleMania 22      | 2 de abril de 2006  | Chicago, Illinois             | Allstate Arena                    | 17.159     | John Cena vs. Triple H                                 |
| WrestleMania 23      | 1 de abril de 2007  | Detroit, Míchigan             | Ford Field                        | 80.103     | John Cena vs. Shawn Michaels                           |
| WrestleMania XXIV    | 30 de marzo de 2008 | Orlando, Florida              | Citrus Bowl                       | 74.635     | Edge vs. The Undertaker                                |
| WrestleMania 25      | 5 de abril de 2009  | Houston, Texas                | Reliant Stadium                   | 72.744     | Triple H vs. Randy Orton                               |
| WrestleMania XXVI    | 28 de marzo de 2010 | Glendale, Arizona             | University of Phoenix Stadium     | 72.219     | The Undertaker vs. Shawn Michaels                      |
| WrestleMania XXVII   | 3 de abril de 2011  | Atlanta, Georgia              | Georgia Dome                      | 71.617     | The Miz vs. John Cena                                  |
| WrestleMania XXVIII  | 1 de abril de 2012  | Miami, Florida                | Sun Life Stadium                  | 78.363     | The Rock vs. John Cena                                 |
| WrestleMania 29      | 7 de abril de 2013  | East Rutherford, Nueva Jersey | MetLife Stadium                   | 80.676     | The Rock vs. John Cena                                 |
| WrestleMania XXX     | 6 de abril de 2014  | Nueva Orleans, Luisiana       | Mercedes-Benz Superdome           | 75.167     | Randy Orton vs. Batista vs. Daniel Bryan               |
| WrestleMania 31      | 29 de marzo de 2015 | Santa Clara, California       | Levi's Stadium                    | 76.976     | Brock Lesnar vs. Roman Reigns vs. Seth Rollins         |
| WrestleMania 32      | 3 de abril de 2016  | Arlington, Texas              | AT&T Stadium                      | 101.763    | Triple H vs. Roman Reigns                              |
| WrestleMania 33      | 2 de abril de 2017  | Orlando, Florida              | Camping World Stadium             | 75.245     | The Undertaker vs. Roman Reigns                        |
| WrestleMania 34      | 8 de abril de 2018  | Nueva Orleans, Luisiana       | Mercedes-Benz Superdome           | 78.133     | Brock Lesnar vs. Roman Reigns                          |
| WrestleMania 35      | 7 de abril de 2019  | East Rutherford, Nueva Jersey | MetLife Stadium                   | 82.265     | Ronda Rousey vs. Becky Lynch vs. Charlotte Flair       |
| WrestleMania 36      | 4 de abril de 2020  | Orlando, Florida              | WWE Performance Center            | 0          | The Undertaker vs. AJ Styles                           |
| WrestleMania 36      | 5 de abril de 2020  | Orlando, Florida              | WWE Performance Center            | 0          | Brock Lesnar vs. Drew McIntyre                         |
| WrestleMania 37      | 10 de abril de 2021 | Tampa, Florida                | Raymond James Stadium             | 25.675     | Sasha Banks vs. Bianca Belair                          |
| WrestleMania 37      | 11 de abril de 2021 | Tampa, Florida                | Raymond James Stadium             | 25.675     | Roman Reigns vs. Edge vs. Daniel Bryan                 |
| WrestleMania 38      | 2 de abril de 2022  | Arlington, Texas              | AT&T Stadium                      | 77,899     | Steve Austin vs. Kevin Owens                           |
| WrestleMania 38      | 3 de abril de 2022  | Arlington, Texas              | AT&T Stadium                      | 78,953     | Roman Reigns vs. Brock Lesnar                          |
| WrestleMania 39      | 1 de abril de 2023  | Inglewood, California         | SoFi Stadium                      | 80.497     | The Usos vs. Kevin Owens & Sami Zayn                   |
| WrestleMania 39      | 2 de abril de 2023  | Inglewood, California         | SoFi Stadium                      | 81.395     | Roman Reigns vs. Cody Rhodes                           |
| WrestleMania XL      | 6 de abril de 2024  | Filadelfia, Pensilvania       | Lincoln Financial Field           | 72.543     | The Rock & Roman Reigns vs. Cody Rhodes & Seth Rollins |
| WrestleMania XL      | 7 de abril de 2024  | Filadelfia, Pensilvania       | Lincoln Financial Field           | 72.755     | Roman Reigns vs. Cody Rhodes                           |
| WrestleMania 41      | 19 de abril de 2025 | Las Vegas, Nevada             | Allegiant Stadium                 | 61.467     | Roman Reigns vs. Seth Rollins vs. CM Punk              |
| WrestleMania 41      | 20 de abril de 2025 | Las Vegas, Nevada             | Allegiant Stadium                 | 63.226     | Cody Rhodes vs. John Cena                              |
| WrestleMania 42      | 18 de abril de 2025 | Las Vegas, Nevada             | Allegiant Stadium                 | TBA        | TBA                                                    |
| WrestleMania 42      | 19 de abril de 2025 | Las Vegas, Nevada             | Allegiant Stadium                 | TBA        | TBA                                                    |

## Datos generales

### Sedes y asistencias
- WrestleMania 32 fue la edición de WrestleMania con mayor número de asistentes con un total de 101.763 personas, mientras que WrestleMania 36 fue el de menor número de asistentes con un total de 0 personas, eso sin contar al equipo de producción de WWE presente. Esto fue debido a la pandemia de COVID-19.
- WrestleMania 2 es el único que se realizó en tres ciudades a la vez: Los Ángeles (California), Rosemont (Illinois) y Uniondale (Nueva York).
- Madison Square Garden es la única arena que albergó el evento en tres ocasiones.
- California es el estado que más ediciones ha albergado un WrestleMania, siete de las cuarenta fueron celebradas allí: 2, VII, XII, 2000, 21, 31 y 39.
- Nueva Jersey en WrestleMania IV y WrestleMania V (1988-1989); y Florida en WrestleMania 36 y WrestleMania 37 (2020-2021) y Nevada en WrestleMania 41 y WrestleMania 42 (2025-2026) son los únicos estados en albergar el evento en años consecutivos.
- Canadá es el único país fuera de Estados Unidos que llevó a cabo el evento, realizando WrestleMania VI y WrestleMania X8 en el Rogers Centre (antes conocido como SkyDome) de Toronto, Ontario.

### Eventos estelares
- Roman Reigns es el luchador que más eventos principales de WrestleMania ha participado, con un total de 10 combates; se incluyen dos combates en WrestleMania XL.
- Hulk Hogan y Roman Reigns son los únicos dos luchadores en protagonizar cinco veces un WrestleMania de forma consecutiva: Hogan en WrestleMania V, VI, VII, VIII y IX y Reigns en WrestleMania 37, 38, 39, XL y 41.
- Roman Reigns y Brock Lesnar son los luchadores que más veces protagonizaron el evento principal de WrestleMania, en tres ocasiones. Los tres combates fueron por algún título en disputa, protagonizando WrestleMania 31 (junto con Seth Rollins) por el Campeonato de WWE, WrestleMania 34 por el Campeonato Universal, y la Noche 2 de WrestleMania 38 por ambos títulos mundiales, cuyo ganador fue el Campeonato Universal Indiscutible de WWE.
- WrestleMania 35 fue el primer evento en la historia de WrestleMania donde el evento estelar fue una lucha femenina; donde Ronda Rousey, Charlotte Flair y Becky Lynch se enfrentaron entre sí por el Campeonato Femenino de Raw y Campeonato Femenino de SmackDown.
- Kevin Owens & Sami Zayn contra The Usos (Jey & Jimmy) en la Noche 1 de WrestleMania 39 fue la primera lucha tag team en ser el evento principal.
- El evento estelar de WrestleMania más largo fue Bret Hart contra Shawn Michaels en WrestleMania XII, la cual duró 1 hora con 2 minutos y 52 segundos, lo que cabe recordar que fue un Iron Man match.
- WrestleMania IX fue el que tuvo el evento estelar más corto de todos, siendo una lucha que duró 9 segundos entre Yokozuna y Hulk Hogan.
- «Stone Cold» Steve Austin es el luchador más viejo que ha participado en el evento estelar de WrestleMania, teniendo 57 años en la trigésimo octava edición.
- Brock Lesnar es el luchador más joven que llegó a estelarizar WrestleMania, contando con 25 años en la decimonovena edición.
- De los 50 luchadores que han aparecido en el evento principal de WrestleMania, doce no fueron estadounidenses: Siete canadienses (Roddy Piper, Bret Hart, Chris Jericho, Chris Benoit, Edge, Kevin Owens y Sami Zayn), tres británicos (Davey Boy Smith, Dynamite Kid y Drew McIntyre), un francés (Andre the Giant) y una irlandesa (Becky Lynch).
- Lawrence Taylor, jugador de fútbol americano, es la única persona que no es luchador en esteralizar un combate en WrestleMania (XI) y además salir victorioso.

### Participaciones
- The Undertaker es el luchador con más combates en WrestleMania, con un total de 27.
- Natalya es la luchadora con más combates en WrestleMania, con un total de 11.
- The Undertaker es el luchador con más apariciones consecutivas en WrestleMania, con 18 desde WrestleMania X-Seven hasta WrestleMania 34.
- Natalya es la luchadora con más apariciones consecutivas en WrestleMania, con 8 desde WrestleMania 32 hasta WrestleMania 39.
- The Undertaker ostenta el mayor récord de victorias consecutivas en la historia de WrestleMania para un luchador masculino, con un invicto de 21-0. Aunque el récord sigue en pie, este marcador se mantuvo vigente hasta WrestleMania XXX.
- Bianca Belair ostenta el récord de más victorias consecutivas en WrestleMania para una luchadora femenina, con 4.
- The Undertaker es el luchador que más victorias tiene en un WrestleMania, con un total de 25 victorias.
- Charlotte Flair, Trish Stratus, Bianca Belair y Naomi son las luchadoras con más victorias en WrestleMania, con un total de 4 cada una.
- Triple H es el luchador que más derrotas tiene en WrestleMania, con un total de 13.
- Natalya es la luchadora que más derrotas tiene en WrestleMania, con un total de 9.
- El luchador con más derrotas consecutivas es Tito Santana, con un total de 7.
- La luchadora con más derrotas consecutivas es Sasha Banks, con un total de 6.
- The Rock tiene la particularidad de ser el único luchador en haber estado en un combate de WrestleMania en cuatro décadas distintas (1990, 2000, 2010 y 2020). Además, fue el mismo The Rock el único en haber estelarizado alguna edición de cada década.

### Títulos, campeones y logros
- WrestleMania 35 fue la edición en la que más campeonatos se han disputado, con diez de las 16 luchas con un campeonato en disputa.
- La victoria titular más rápida de la historia se dio en WrestleMania XXIV, cuando Kane venció a Chavo Guerrero en tan solo 8 segundos por el Campeonato de ECW.
- La defensa titular de más corta duración en la historia se dio en WrestleMania 35, cuando Samoa Joe retuvo el Campeonato de los Estados Unidos ante Rey Mysterio en tan solo 60 segundos.
- Roman Reigns es el único luchador en defender un mismo título (el Campeonato Universal) en el evento principal durante tres ediciones consecutivas de WrestleMania sin perderlo o ser despojado por alguna razón en ese lapso de tiempo.
- AJ Lee se convirtió en la primera y única mujer en defender el Campeonato de Divas en un WrestleMania, concretamente en WrestleMania XXX.
- La citada lucha por equipos de Owens y Zayn contra The Usos de WrestleMania 39 fue la primera vez que el Campeonato en Parejas de Raw y Campeonato en Parejas de SmackDown estuvieron en juego en el evento principal, enfrentándose además por los títulos unificados.
- De los ganadores de Royal Rumble, Shawn Michaels es el luchador que más tiempo le tomó capturar un campeonato mundial con una hora y 2 minutos contra Bret Hart en WrestleMania XII. Por su parte, Sheamus es el luchador que menos tiempo le tomó en capturar un campeonato mundial con 18 segundos contra Daniel Bryan en WrestleMania XXVIII.
- WrestleMania 32 ha sido la primera y única edición en que se ha estrenado un campeonato para sustituir a otro, siendo el Campeonato Femenino de WWE (el cual fue renombrado como «Campeonato Femenino de Raw» tras el Draft 2016) que reemplazó al Campeonato de Divas.
- CM Punk es el único luchador que ha luchado y ganado dos veces consecutivas el Money in the Bank Ladder match llevado a cabo en un WrestleMania. Punk fue el vencedor de dicha estipulación en WrestleMania XXIV y WrestleMania XXV.
- Seth Rollins y Damian Priest son los únicos luchadores en canjear el contrato de Money in the Bank en WrestleMania. Rollins canjeó su maletín en la trigésimo primera edición y se llevó el Campeonato Mundial Peso Pesado de WWE tras derrotar a Brock Lesnar y Roman Reigns. Priest canjeó el suyo tras vencer a Drew McIntyre por el Campeonato Mundial Peso Pesado en la cuadrigésima edición.

### Otras marcas
- The Weeknd es el cantante que más canciones ha prestado para los temas musicales del evento, en seis ocasiones de forma consecutiva: Blinding Lights en WrestleMania 36, Save Your Tears en WrestleMania 37, Sacrifice en WrestleMania 38, Less than Zero en WrestleMania 39, Gasoline en WrestleMania XL y Timeless en WrestleMania 41.